# Axis & Allies (igra)
Axis & Allies je društvena igra sa celim serijalom i nastavcima vezanim za drugi svetski rat, a sama tabla za igranje je najsličnija Riziku. Prvo izdanje je izašlo 1981. godine, a veći broj nastavaka i ekstenzija je izbačen u narednim godinama.

## Opis i pravila
Igra počinje u 1941. godini kad rat uveliko traje, a igrači mogu da biraju jednu od pet sila koje se takmiče za prevlast i dominaciju: Nemačku ili Japan sa jedne strane ili savezničke strane Sovjetski Savez, Veliku Britaniju ili SAD.
Igrači taktički vode svoju ekonomiju, ali i vojsku u osvajanje novih teritorija, a pobednik je onaj koji pokori ostale protivnike, ili oslobodi sve glavne gradove.

## Spoljašnje veze
- Axis & Allies board game